# Push-upbeha

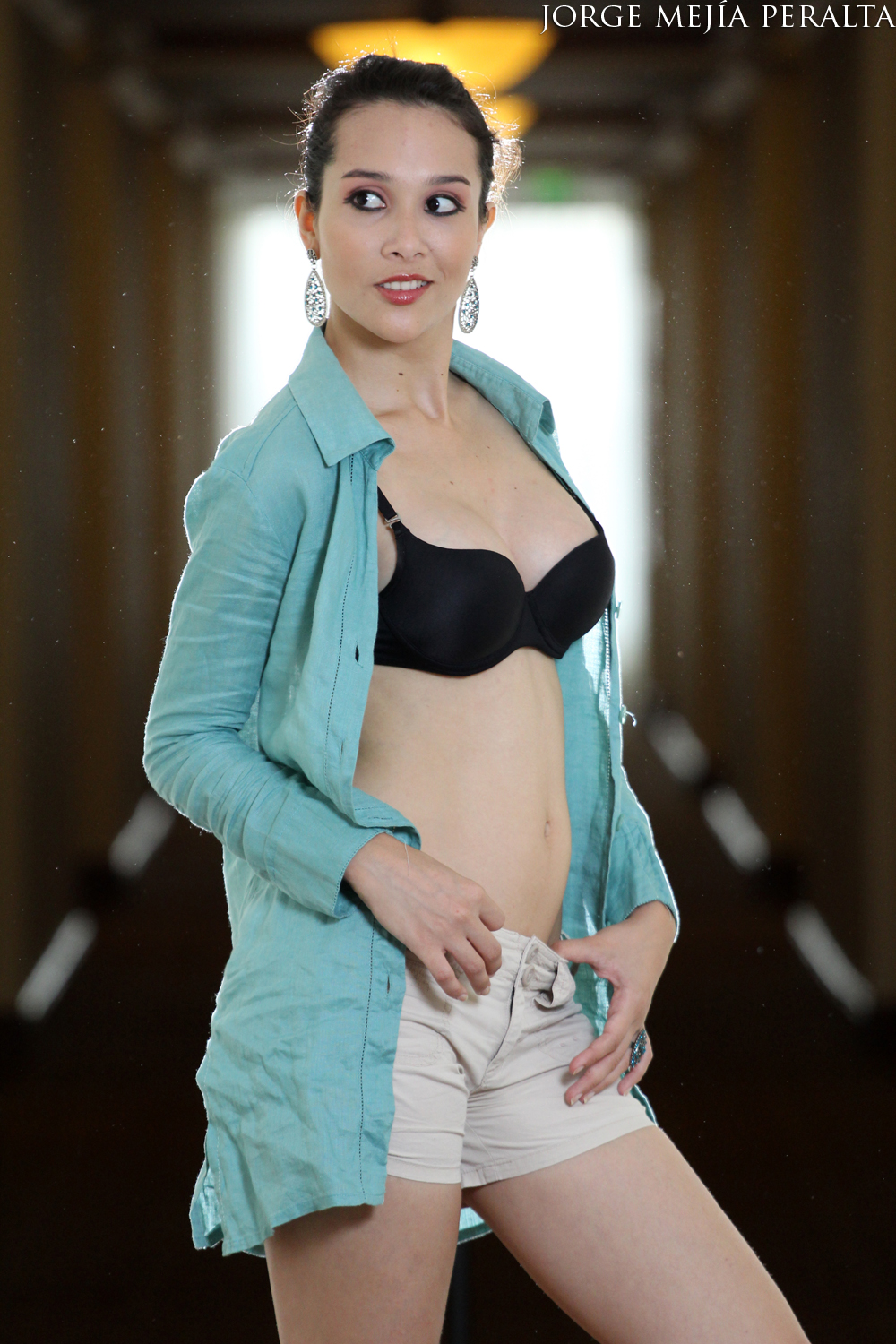
Jonge vrouw in een push-upbeugelbeha

Een push-upbeha of push-up-bh is een soort beha die de borsten ietwat optilt en dichter bij elkaar brengt. Vrouwen dragen een push-upbeha om het decolleté te vergroten of er een te creëren, of om de illusie van vollere, stevigere of grotere borsten te wekken. Een push-up bereikt dat effect doordat de cups van de beha naar binnen zijn gekanteld en/of voorzien zijn van vullingen (meestal een padding van siliconen). De meeste push-upbeha's zijn beugelbeha's met halfopen cups (demi cup). 

## Geschiedenis
De eerste vullingen in een moderne beha verschenen in 1947 in een beha ontworpen door Frederick Mellinger, oprichten van Frederick's of Hollywood. Het jaar daarna ontwikkelde Mellinger de eerste push-upbeha, de Rising Star. De grote populariteit van push-upbeha's kwam pas veel later. Het was met name een model van de Canadese lingeriefabrikant Wonderbra, ontworpen in 1961, dat in de jaren 90 furore zou maken in Europa en de Verenigde Staten, en dat nog altijd als de standaard geldt voor push-upbeha's. Tegenwoordig is de push-up een van de best verkopende types beha's en is Victoria's Secret (althans in de VS) het grootste merk van push-upbeha's.